# 松雅里
松雅里，舊稱「松仔腳」，前身「松雅村」，位於臺灣臺中市大安區中段東部，北鄰西安里，南以溫寮溪與龜殼里相隔，東接大甲區奉化、武曲兩里。全里面積為0.9973平方公里，人口計有1,153人，人口密度每平方公里約1,127人，是大安區面積最小、人口密度最高的里。

## 歷史
松雅里舊稱「松仔腳」，原意為「榕樹下」，早期臺灣常將「榕」寫成「松」音，訛傳至今。昔日當地作為大安港通往大甲街區之物貨轉運貨休息的中繼站，庄中有棵大榕樹而得名。
日治時期，1901年，松雅里屬大甲支廳大甲區松仔腳庄。至1920年起，隸屬大安庄松子腳大字。1945年，改名為「松雅村」。2010年12月25日配合臺中縣市合併，臺中縣大安鄉松雅村改制為臺中市大安區「松雅里」。

## 地理
松雅里位於大安區中部東側一帶，北鄰西安里，南以溫寮溪與龜殼里相隔，東接大甲區奉化、武曲兩里。
松雅里居民主要姓氏有黃姓、張姓。

## 政治

### 歷任首長
松雅村村長（中華民國接管臺灣後初期）
| 任次 | 姓名   | 上任日期       | 卸任日期      | 備註 |
| ---- | ------ | -------------- | ------------- | ---- |
| 1    | 黃金漢 | 1945年12月14日 | 1946年2月25日 |      |

松雅村村長（民選）
| 任次 | 姓名   | 黨籍       | 上任日期       | 卸任日期       | 備註     |
| ---- | ------ | ---------- | -------------- | -------------- | -------- |
| 1    | 黃金漢 |            | 1946年2月26日  | 1948年3月25日  | 民選首任 |
| 2    | 薛朝來 |            | 1948年3月26日  | 1950年9月30日  |          |
| 3    | 張春   |            | 1950年10月1日  | 1952年12月13日 |          |
| 4    | 紀乃恭 |            | 1952年12月14日 | 1955年4月16日  |          |
| 5    | 王傳成 |            | 1955年4月17日  | 1958年4月26日  |          |
| 6    | 王傳成 |            | 1958年4月27日  | 1961年4月22日  |          |
| 7    | 黃萬福 |            | 1961年4月23日  | 1965年5月1日   |          |
| 8    | 黃萬福 |            | 1965年5月2日   | 1969年5月31日  |          |
| 9    | 黃萬福 |            | 1969年6月1日   | 1974年7月29日  |          |
| 10   | 黃萬福 |            | 1974年7月30日  | 1978年7月31日  |          |
| 11   | 黃萬福 |            | 1978年8月1日   | 1982年7月31日  |          |
| 12   | 黃振順 |            | 1982年8月1日   | 1986年7月31日  |          |
| 13   | 黃萬福 |            | 1986年8月1日   | 1990年7月31日  |          |
| 14   | 黃萬福 | 中國國民黨 | 1990年8月1日   | 1994年7月31日  |          |
| 15   | 黃利雄 | 中國國民黨 | 1994年8月1日   | 1998年7月31日  |          |
| 16   | 黃利雄 | 中國國民黨 | 1998年8月1日   | 2002年7月31日  |          |
| 17   | 張進和 | 無黨籍     | 2002年8月1日   | 2006年7月31日  |          |
| 18   | 張松男 | 無黨籍     | 2006年8月1日   | 2010年12月24日 |          |

松雅里里長（民選）
| 任次 | 姓名   | 黨籍       | 上任日期       | 卸任日期       | 備註 |
| ---- | ------ | ---------- | -------------- | -------------- | ---- |
| 1    | 陳富國 | 中國國民黨 | 2010年12月25日 | 2014年12月24日 |      |
| 2    | 陳富國 | 無黨籍     | 2014年12月25日 | 2018年12月24日 |      |
| 3    | 陳富國 | 無黨籍     | 2018年12月25日 | 2022年12月24日 |      |
| 4    | 張鐿騰 | 無黨籍     | 2022年12月25日 |                | 現任 |

### 區劃
松雅里下劃8鄰。第1鄰用戶皆位於松九街上，第2鄰用戶分布於松九街與松十街上，第3鄰用戶分布於大安港路452巷、松一街、松二街、松九街與松十街上，第4鄰用戶分布於大安港路556巷、松一街、松六街、松七街與松九街上，第5鄰用戶分布於松二街、松三街、松五街、松六街、松七街與松九街上，第6鄰用戶分布於松一街、松三街、松五街與松七街上，第7、8鄰用戶皆分布於大安港路上（兩鄰個別僅1戶位於松五街上），其中第8鄰用戶範圍包括大安港路605巷。

## 經濟
松雅里的經濟產業主要為農業，農作物以水稻、大蒜、苦瓜、絲瓜為大宗，畜產方面則有毛豬，此外由於松雅里鄰近大甲市區，故有較多的工廠分布。

## 文化
- 保安宮

## 教育

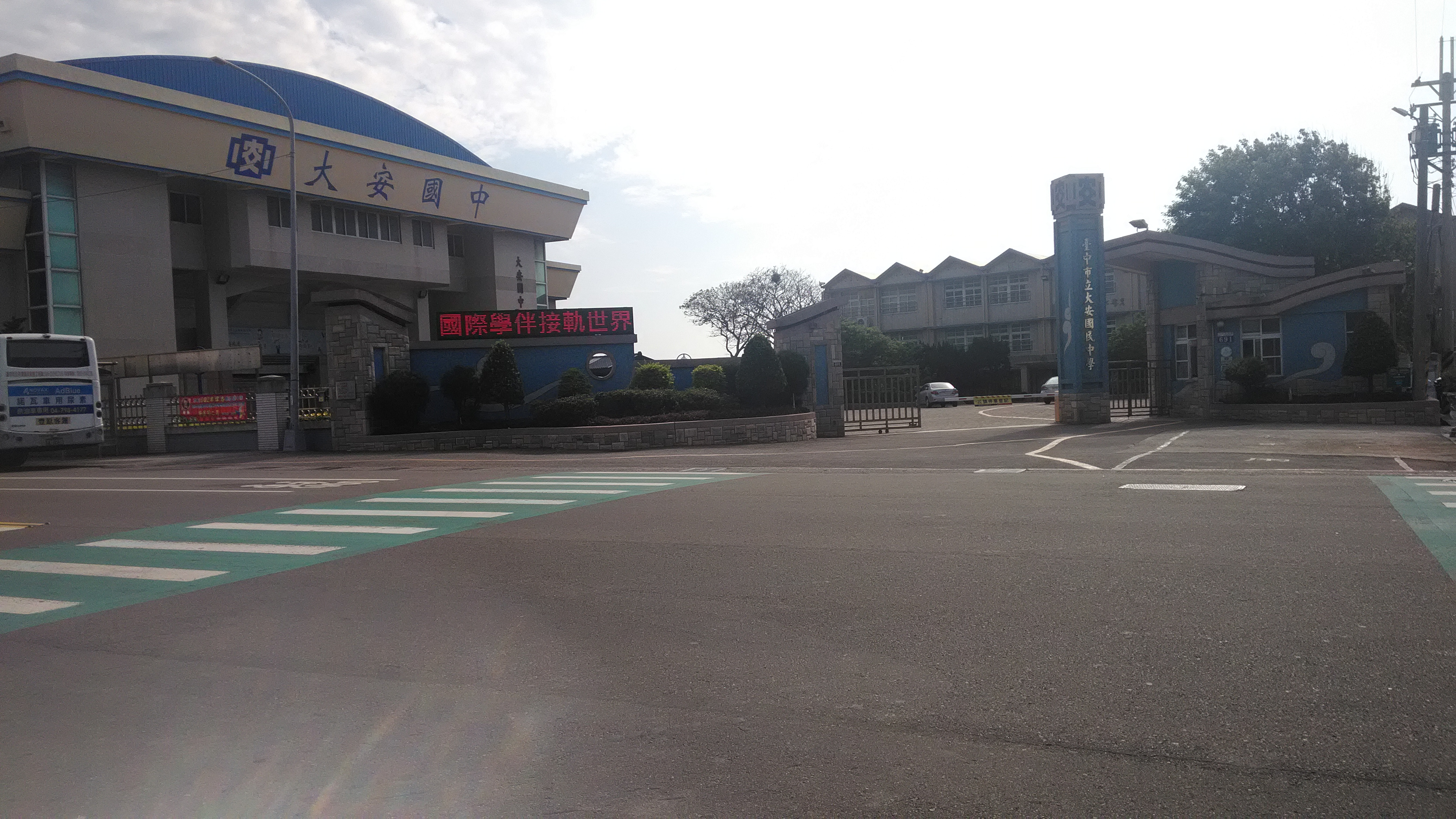
大安國中

臺中市立大安國民中學，簡稱「大安國中」、「安中」，前身「臺中縣立大安國民中學」，位於松雅里大安港路上，成立於1968年8月1日，係配合當年實施臺灣九年國民義務教育，遂成立的一所國民中學。2011年配合上年（2010年）年底臺中縣市合併，改名「臺中市立大安國民中學」迄今，為大安區的唯一一所國中。
松雅里境內並無國民小學的設立。在學區劃分上，松雅里全境皆屬於大安國中、三光國小的學區範圍。

## 交通

### 公車
臺中市市區公車行經松雅里的路線有92路（豐原至大安國中）、172路（大甲至福住里）、657路（大甲高工至建興）、658副路（大安濱海樂園－大安港路－惠文高中）等4條公車路線，提供當地居民搭乘及轉乘之用，其中92路與658副路分別可遠通豐原、臺中市區，為該里較為重要的兩條公車路線。

### 公路
- 市道132號：大安港路[25]
- 中14線：東西九路
- 中17線：中松路

### 公共自行車
- 臺中市公共自行車租賃系統
  - 大安國中